# Dealul Bălănești
Der Dealul Bălănești („Bălănești-Hügel“) ist ein Hügel und mit einer Höhe von 430 m die höchste Erhebung in der Republik Moldau.
Der Bălănești-Hügel befindet sich im westlichen Teil Moldaus nahe der rumänischen Grenze, etwa 60 km westlich von der moldauischen Hauptstadt Chișinău entfernt, halbwegs zwischen Călărași im Landesinnern und Ungheni an der Westgrenze des Landes. Benannt wurde er nach dem an der südwestlichen Seite liegenden Dorf Bălănești. Das Gebiet gehört zum Rajon Nisporeni. Fünf Kilometer östlich liegt das Dorf Căbăiești.